# Jaipurita
La jaipurita és un mineral de la classe dels sulfurs. Actualment és un mineral aprovat per l'Associació Mineralògica Internacional però qüestionat per la mateixa associació.

## Característiques
La jaipurita és un sulfur de fórmula química CoS. Cristal·litza en el sistema hexagonal.
Segons la classificació de Nickel-Strunz, la jaipurita pertany a «02.C - Sulfurs metàl·lics, M:S = 1:1 (i similars), amb Ni, Fe, Co, PGE, etc.» juntament amb els següents minerals: achavalita, breithauptita, freboldita, kotulskita, langisita, niquelina, sederholmita, sobolevskita, stumpflita, sudburyita, zlatogorita, pirrotina, smythita, troilita, cherepanovita, modderita, rutenarsenita, westerveldita, mil·lerita, mäkinenita, mackinawita, hexatestibiopanickelita, vavřínita, braggita, cooperita i vysotskita.

## Jaciments
La jaipurita va ser descoberta l'any 1880 a la mina Khetri, al Districte de Jaipur (Rajasthan, Índia). També ha estat trobada a Kaiblinggraben (Estíria, Àustria), al districte Carrizal Alto (Regió d'Atacama, Xile), a Kouvervaara (Finlàndia) i al massís de Khibini, a la península de Kola (óblast de Múrmansk, Rússia).